# 奥胡斯建筑学院
奥胡斯建筑学院（丹麥語：Arkitektskolen Aarhus），是丹麦的高等院校，位于丹麦日德兰大区奥胡斯市，拥有约750名学生。学院创立于1965年，由丹麦科学创新与高等教育部直接管辖，是丹麦仅有的两所建筑学院之一。